# نوام أوكون
نوام أوكون (بالعبرية: נעם אוקון‏) مواليد 16 أبريل 1978 في حيفا، هو لاعب كرة مضرب إسرائيلي سابق بدأ مسيرته كمحترف سنة 1996 وكان يلعب باليد اليمنى. أعلى تصنيف له في الفردي كان المركز الـ 95 في سنة 2002.

## روابط خارجية
- نوام أوكون على موقع رابطة محترفي التنس (الإنجليزية)
- نوام أوكون على موقع الاتحاد الدولي لكرة المضرب (الإنجليزية)
- نوام أوكون على موقع كأس ديفيز (الإنجليزية)
- نوام أوكون على موقع خلاصة التنس.كوم (الإنجليزية)
- نوام أوكون على موقع إي إس بي إن.كوم (الإنجليزية)